# Oxfordi
Az oxfordi a késő jura földtörténeti kor három korszaka közül az első volt, amely 163,5 ± 1,0 millió évvel ezelőtt (mya) kezdődött a középső jura kor callovi korszaka után, és 157,3 ± 1,0 mya végződött a kimmeridge-i korszak kezdetekor.
Nevét az angliai Oxford városról kapta. Az elnevezést először Alexandre Brongniart francia tudós használta 1827-ben.

## Határai
Kezdetét a Nemzetközi Rétegtani Bizottság meghatározása szerint a Brightia thuouxensis ammoniteszfaj megjelenése jelzi a korból származó kőzetrétegekben. Az utána következő kimmeridge-i korszak a Pictonia baylei ammoniteszfaj megjelenésével kezdődik.